# Ampeldento (Karangploso)
Ampeldento is een bestuurslaag in het regentschap Malang van de provincie Oost-Java, Indonesië. Ampeldento telt 4606 inwoners (volkstelling 2010).